# Řád Srbské republiky
Řád Srbské republiky (srbskou cyrilicí: Орден Републике Србије, romanizovaně: Orden Republike Srbije) je nejvyšší srbské státní vyznamenání. Řád je udílen výnosem prezidenta republiky při speciálních příležitostech, typicky při ceremoniích konaných ke Dni státnosti. Uděluje se za zvláštní zásluhy o rozvoj mezinárodních vztahů mezi Srbskou republikou a ostatními zeměmi, tedy mezinárodními organizacemi, a dále za mimořádné zásluhy o rozvoj a posilování mírové spolupráce a přátelských vztahů mezi Srbskou republikou a ostatními státy. V první třídě se uděluje na velkém náhrdelníku (hlavy států) a ve druhé třídě na stuze (hlavy států nebo předsedové vlád).

## Třídy
Řád srbské republiky má dvě třídy.
| 1. třída | 2. třída |
| -------- | -------- |
|          |          |

## Nositelé
Zdroj:

### 1. třída
- 2022 –  Viktor Orbán[4]
- 2021 –  Milorad Dodik
- 2021 –  patriarcha Kirill Moskevský[5]
- 2018 –  Nursultan Nazarbajev
- 2016 –  Si Ťin-pching[6]
- 2013 –  Vladimir Putin[7]

### 2. třída
- 2024 –  Markus Söder
- 2022 –  Abd al-Fattáh as-Sísí
- 2022 –  Šinzó Abe[8]
- 2022 –  Željka Cvijanovićová
- 2021 –  Nana Akufo-Addo[9]
- 2021 –  Sebastian Kurz[10]
- 2021 –  Prokopis Pavlopulos[11]
- 2021 –  Jury Borisov
- 2020 –  Xavier Bettel[12]
- 2020 –  kníže Albert II. Monacký[13]
- 2020 –  Miloš Zeman[14]
- 2019 –  Bojko Borisov[15]
- 2018 –  Nikos Anastasiadis
- 2017 –  Marcelo Rebelo de Sousa[16]
- 2017 –  Muhammad ibn Zájid Ál Nahján
- 2016 –  Catherine Sambaová-Panzaová
- 2016 –  Nkosazana Dlaminiová-Zumaová
- 2016 –  Yoweri Museveni
- 2016 –  Bédží Kaíd Sibsí
- 2016 –  Umar al-Bašír
- 2016 –  James Michel
- 2016 –  Manuel Pinto da Costa
- 2016 –  Paul Kagame
- 2016 –  Muhammadu Buhari
- 2016 –  Hage Geingob
- 2016 –  Filipe Nyusi
- 2016 –  Ameenah Guribová-Fakimová
- 2016 –  Muhammad VI. Marocký
- 2016 –  Ibrahim Boubacar Keïta
- 2016 –  Hery Rajaonarimampianina
- 2016 –  Denis Sassou-Nguesso
- 2016 –  Joseph Kabila
- 2016 –  Uhuru Kenyatta
- 2016 –  Paul Biya
- 2016 –  Salva Kiir Mayardit
- 2016 –  Jacob Zuma
- 2016 –  Robert Mugabe
- 2016 –  Jorge Carlos Fonseca
- 2016 –  Edgar Lungu
- 2016 –  Mulatu Teshome
- 2016 –  Isaias Afwerki
- 2016 –  Teodoro Obiang Nguema Mbasogo
- 2016 –  Ian Khama
- 2016 –  José Eduardo dos Santos
- 2016 –  Abdelazíz Buteflika
- 2015 –  Fidel Castro[17]
- 2015 –  Portia Simpsonová-Millerová[17]
- 2015 –  Pietro Parolin
- 2013 –  Hugo Chávez (posmrtně)[18]
- 2013 –  Serž Sarkisjan
- 2013 –  Ilham Alijev
- 2013 –  Alexandr Lukašenko
- 2013 –  Dimitris Christofias
- 2013 –  Michail Saakašvili
- 2013 –  Karolos Papulias
- 2013 –  Nursultan Nazarbajev
- 2013 –  Almazbek Atambajev
- 2013 –  Nicolae Timofti
- 2013 –  Traian Băsescu
- 2013 –  Ivan Gašparovič
- 2013 –  Mariano Rajoy[19]
- 2013 –  Emómalí-ji Rahmón
- 2013 –  Gurbanguly Berdimuhamedow
- 2013 –  Viktor Janukovyč
- 2013 –  Islam Karimov